# 수소저장

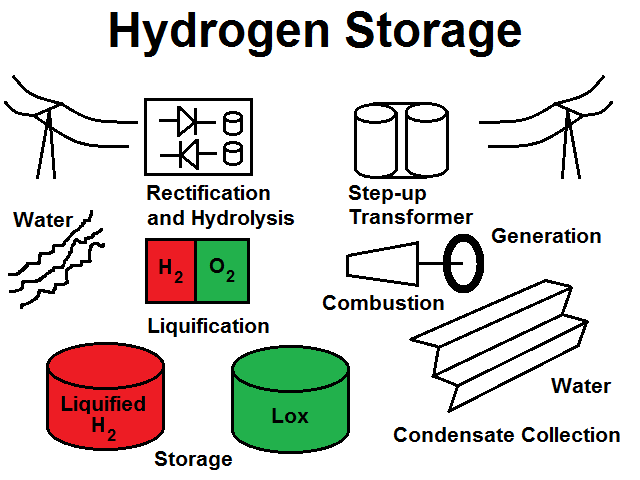

수소저장(水素貯藏, hydrogen storage)은 수소를 저장하는 것이다.

## 같이 보기
- 수소경제
- 액체 수소
- 수소저장합금
- 수소 자동차
- 수소취화